# Louis VIII. de Rohan

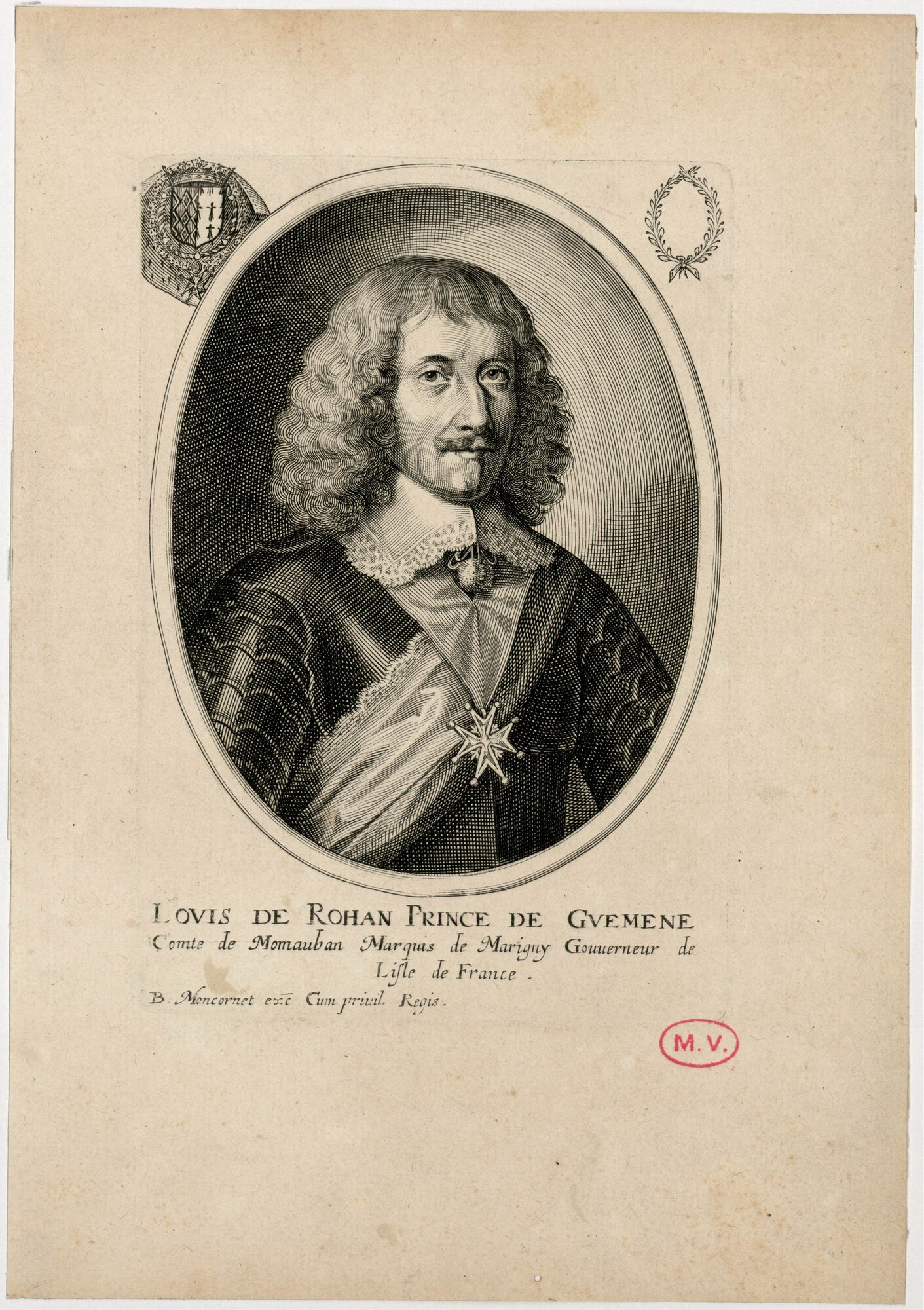
Louis VIII. de Rohan, Prince de Guémené, Porträt von Balthasar Moncornet, Schloss Versailles

Louis VIII. de Rohan (* 5. August 1598; † 18. Februar 1667 in Paris) war ein französischer Aristokrat aus dem Haus Rohan.
Er war 3. Duc de Montbazon, 4. Prince de Guémené, Baron de Coupvray et du Verger, Comte de Rochefort, Seigneur de Mortiercrolles etc., Pair de France.

## Leben
Louis VIII. de Rohan ist der älteste Sohn von Hercule de Rohan, Duc de Montbazon, und Madeleine de Lenoncourt. Am 31. Dezember 1619 wurde er als Comte de Rochefort in den Orden vom Heiligen Geist aufgenommen. 1621 wurde er Gouverneur von Île-de-France, Soissons, Noyon etc. en survivance (seines Vaters). Aufgrund seiner Ehe konnte er 1622 den Namen Prince de Guémené annehmen. 
1636 nahm er am Feldzug in der Picardie teil, am 24. Mai 1654 an der Krönung von Ludwig XIV. Durch den Tod seines Vaters am 16. Oktober 1654 wurde er der 3. Duc de Montbazon und dann auch Großjägermeister von Frankreich.

## Ehe und Nachkommen
Louis VIII. de Rohan heiratete am 2. Februar 1619 seine Cousine Anne de Rohan, 1622 4. Princesse de Guémené († 14. März 1685), Erbtochter von Pierre de Rohan, 3. Prince de Guéméné († 1622), und Madeleine de Rieux-Châteauneuf. Ihre Kinder sind:
- Charles II. de Rohan († 3. Juli 1699), 1667 4. Duc de Montbazon, 5. Prince de Guémené, Comte de Montauban, Pair de France; ⚭ (Ehevertrag 10. Januar 1653), Jeanne Armande de Schomberg (~ 5. März 1633; † 10. Juli 1706), Tochter von Henri de Schomberg, Comte de Nanteuil, Marschall von Frankreich, und Anne de La Guiche
- Louis de Rohan (* wohl 1635; † enthauptet 27. November 1674 in der Bastille), genannt le Chevalier de Rohan, 9. Februar 1656 Großjägermeister von Frankreich en survivance seines Vaters, 1670 zugunsten von Maximilien de Bellefourière, Marquis de Soyécourt, zurückgetreten.

Louis VIII. de Rohan starb im Februar 1667 und wurde in der von ihm gegründeten Trinitarierkirche in Coupvray bestattet. Anne de Rohan starb am 14. März 1685 und wurde in der Kirche der Feuillanten in Paris bestattet.